# 禹熙昌
禹 熙昌（ウ・ヒチャン、朝鮮語: 우희창、1926年5月18日 - 1997年5月31日）は、大韓民国の政治家。初代忠清南道議会議員、第4・5代韓国国会議員を歴任した。本貫は丹陽禹氏。

## 経歴
日本統治時代の忠清南道舒川郡出身。京畿公立中学校（現・京畿高等学校）卒、高麗大学校法大政治科3年修了（または卒業）。1958年の第4代総選挙でわずか30代で舒川郡選挙区から国会議員に初当選したほか、忠清南道議会議員、民主党舒川郡党委員長・忠清南道党委員長・中央委員・中央常任委員・政策委員、民主党の張勉内閣の外務部と国防部の政務次官を歴任した。しかし、5・16軍事クーデター以後は政界を離れて隠居生活を送ったが、その後は韓国観光協会副会長を務めた。
1997年5月31日、持病によりソウル市道峰区の病院で死去。享年71。